# Właściciel procesu
Właściciel procesu, menedżer procesu (ang. process owner, process manager) – jedna z ról w zarządzaniu procesami. Obok wykonawcy czynności w procesie oraz klienta procesu rola ta uznawana jest za konieczny element osobowy każdego zarządzanego procesu biznesowego.

## Znaczenie roli właściciela procesu oraz cel jej powołania
Ustanowienie właścicieli procesów jest warunkiem realnego funkcjonowania zarządzania procesami (nazywanego też zarządzaniem procesowym) w organizacji. Celem powołania tej roli jest skupienie kompetencji i odpowiedzialności za planowanie i przebieg procesu w rękach jednej osoby. Właścicielem procesu jest zawsze konkretna osoba wskazana z imienia i nazwiska, w odróżnieniu np. od wykonawcy czynności, którego wskazuje się z funkcji (stanowiska) zajmowanego w organizacji.

## Zadania realizowane przez właściciela procesu
Rola właściciela procesu polega na zarządzaniu konkretnym procesem. Do zadań właściciela procesu należy:
- definiowanie celu lub celów, które ma realizować proces,
- określanie zasobów niezbędnych do realizacji procesu,
- określanie mierników i wskaźników właściwych dla oceny procesu (KPI),
- pomiar procesu oraz zbieranie danych dotyczących procesu,
- bieżący nadzór nad przebiegiem procesu,
- zapewnianie poprawności przebiegu procesu (zapewnianie jakości procesu) i reagowanie na zaburzenia w jego przebiegu,
- obserwacja działań podejmowanych przez wykonawców kroków w procesie, weryfikacja ich błędów i pomyłek,
- motywowanie wykonawców czynności w procesie,
- zachęcanie do zgłaszania przez wykonawców czynności uwag dotyczących przebiegu procesu i spostrzeżeń ukierunkowanych na jego optymalizację oraz analiza tych zgłoszeń,
- formułowanie wniosków oraz inicjowanie i przeprowadzanie zmian w przebiegu procesu,
- optymalizacja procesu,
- kontakt z właścicielami innych procesów,
- weryfikowanie miejsca procesu w strukturze procesów organizacji,
- reprezentowanie procesu przed najwyższym kierownictwem organizacji.

## Dobre praktyki w zakresie powoływania i funkcjonowania właściciela procesu
Do dobrych praktyk w zakresie powoływania i funkcjonowania właściciela procesu zalicza się następujące:
- właściciel procesu powinien być wykonawcą przynajmniej jednej czynności w procesie,
- właścicielem procesu powinna być osoba zajmująca stanowisko kierownicze,
- właściciel procesu powinien mieć zaawansowaną wiedzę odnośnie do „swojego” procesu,
- rola właściciela procesu powinna być podejmowana przez osobę świadomie i dobrowolnie, a sposób jej powołania powinien temu sprzyjać (np. konkurs, rekrutacja wewnętrzna),
- rola właściciela procesu powinna być starannie zdefiniowana i formalnie zakomunikowana w organizacji,
- uprawnienia właściciela procesu muszą być realne, a nie tylko formalne,
- sposób współpracy z właścicielem danego procesu powinien być jasno zdefiniowany i znany uczestnikom tego procesu.